# 華固天鑄
25°07′03″N 121°31′53″E / 25.117578°N 121.531441°E
華固天鑄（英語：Huaku Sky Garden）是由華固建設建造的豪宅大樓，位於臺灣臺北市士林區天母東路8號，基地面積約1,729坪，緊鄰台北美國學校以及台北市日僑學校。樓高38層，155.4公尺，共計73戶，單戶坪數178坪且每戶都擁有挑高7米以上的開放性陽台。且在2樓設有室內溫水游泳池。

## 建築設計
由新加坡WOHA建築團隊設計，在預防地震和颱風的要求下，採用的堅固對稱的結構框架，促成了多尺度的中國式屏面，以超大結構框架和精緻的金屬花絲呈現。大樓一樓外部包覆著高達7米的植生牆，讓建築物隱身在城市當中，也與隔鄰的公園形成隱形的綠帶連結。